# Pikillaqta
Pikillaqta (anche chiamata Piki Llacta, Pikillacta, Piquillacta, Piquillaqta) è un grande sito archeologico appartenuto alla popolazione degli Huari, situato a 20km ad est di Cusco, nella provincia di Quispicanchi.
Il sito fu abitato dal 500 d.C. fino al 1200 d.C. circa. Era principalmente un luogo usato per le cerimonie e, anche dopo l'abbandono abitativo, fu utilizzato per eventi molto importanti.

## Geografia e ambiente
Il sito di Pikillaqta è ubicato ad est della Valle di Cusco. La zona è collinare e non ci sono fiumi, anche se sono presenti dei piccoli laghi intorno all'insediamento. È situato a circa 3.250 metri s.l.m.. Il clima di Pikillaqta è freddo ed asciutto: da aprile ad ottobre c'è la stagione secca, ma da novembre inizia la stagione umida (con possibilità di piogge). La temperatura media di giorno è di 15 °C, ma di notte può raggiungere anche -5 °C. Le precipitazioni nella stagione umida sono di 300 mm al mese, mentre in quella secca di 106 mm al mese.

## Storia e scavi
Luis Valcarcel scoprì questo sito nel 1927. Non furono fatte grandi ricerche al momento della scoperta. Nel 1959 Emilio Harth-Terre pubblicò la mappa del sito, ma non condusse scavi archeologici. Dal 1960 al 1978 non furono fatte grandi ricerche, anche se alcuni studiosi - tra cui William Sanders e Mary Glowacki - si recarono in zona per aggiungere dettagli alla mappa del 1959. La più grande spedizione fu compiuta da Gordon McEwan, che scavò nel sito nel 1978-79, nel 1981-81 e nel 1989-90. Furono scoperti i materiali delle costruzioni e si riuscì a risalire alla pianta completa della città. Per facilitare gli scavi, McEwan divise il sito in quattro settori.

## Commercio
Gli abitanti di Pikillaqta erano grandi commercianti di gemme, minerali, oro e bronzo. All'interno della città sono state ritrovate delle strutture che somigliano a dei grandi mercati. Era molto sviluppata l'arte dell'oreficeria; sono state ritrovate delle statuine di oro e di bronzo. Nella zona erano anche vendute delle "figurine" di pietra verde o blu, rappresentanti principalmente le divinità. Sono state ritrovate circa 40 tipi di figurine, delle dimensioni da 18 a 50 mm.

### Agricoltura
Il commercio principale della città era sicuramente quello agricolo. Durante gli scavi di McEwan furono ritrovati 20 granai, ciò significa che la città era ben difesa anche nel caso di carestia. L'acqua utilizzata per i raccolti veniva presa principalmente dalle piogge. L'acqua piovana veniva conservata in grandi cisterne e poi redistribuita nel campi. Si può osservare che gli abitanti di questo villaggio avevano sviluppato delle grandi capacità con i sistemi idraulici. I canali erano costruiti di pietra. Erano presenti più di 48.000 metri di canali, di cui alcuni interrati ed altri sopraelevati.

## Organizzazione sociale e religione

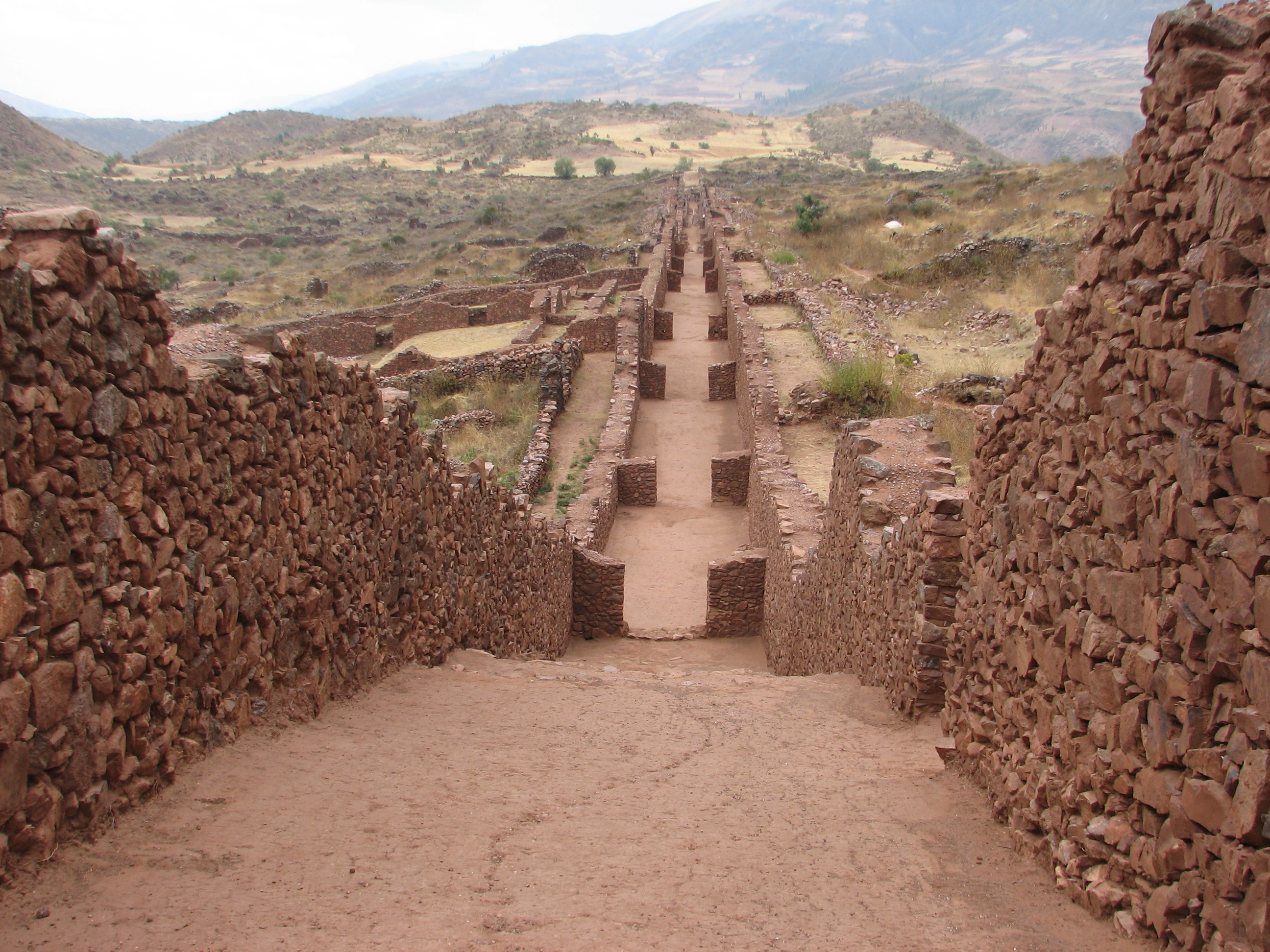
Centro amministrativo di Piquillaqta

Non sono state ritrovate tracce della presenza di sovrani, ma si pensa che comunque ci fossero delle classi sociali. Le persone di più elevata condizione sociale presiedevano i cortei religiosi e si occupavano del corretto svolgimento delle pratiche religiose. Pikillaqta aveva un grande zona riservata alle cerimonie sacre. Al centro dei diciotto edifici sacri ritrovati era presente un patio, dove si pensa ci fosse un altare utilizzato per i sacrifici e per le preghiere. Non siamo a conoscenza se facessero sacrifici umani o meno, ma sicuramente sacrificavano molti cammelli, porcellini d'India ed altri roditori (sono state ritrovate più di 50.000 ossa animali). La divinità più importante degli Huari era "Viracocha" (anche chiamata Waricocha), maestro della vita e della morte, creatore dell'Universo e di tutte le cose.

## Tombe ritrovate
A Pikillaqta sono state ritrovate poche tombe funebri: due tombe a muro e una stanza-tomba. Si pensa che fossero presenti delle decorazioni e degli ornamenti di materiale prezioso. Quasi sicuramente, con il passare degli anni, molti profanatori di tombe rubarono queste decorazioni. A prova di questa teoria, sulle pareti delle tombe sono presenti segni di saccheggio. Nella tomba 1 fu ritrovato lo scheletro di un uomo e di una donna, probabilmente marito e moglie appartenenti ad una famiglia importante. L'uomo aveva tra i 35 e i 45 anni, il suo cranio è deformato, probabilmente per un difetto genetico. La donna invece aveva tra i 35 e i 50 anni. Le ossa di quest'ultima sono meglio conservate. Nella tomba 2 fu ritrovato il corpo di una ragazza, tra i 17 e i 20 anni.

## Abbandono
Pikillaqta fu abitata fino al 1200 d.C.. Non si conosce esattamente il motivo dell'abbandono, ma si pensa che la crisi dell'impero Huari fu la causa principale. L'ipotesi più accreditata è quella che la città fu abbandonata in due "ondate": la prima era caratterizzata principalmente da mercanti e famiglie benestanti che, a causa della crisi, si spostarono verso città più economicamente attive; la seconda ondata invece avvenne alcuni anni dopo: erano rimasti soprattutto contadini che, vista la fertilità della zona, erano restii all'abbandono, ma dopo alcuni anni consecutivi di carestia anche loro furono costretti ad emigrare.